# Залениеки
Залениеки (латыш. Zaļenieki) — населённый пункт в Елгавском крае Латвии. Административный центр Залениекской волости. Находится на правом берегу реки Тервете у региональной автодороги P95 (Елгава — Тервете — литовская граница). Расстояние до города Елгава составляет около 21 км. По данным на 2015 год, в населённом пункте проживал 631 человек. В селе расположена усадьба Залениеки — первый в стране памятник архитектуры классицизма. Есть также волостная администрация, профессиональная средняя школа, начальная школа, детский сад, почтовое отделение, дом культуры, библиотека, несколько магазинов, амбулатория. Бывшая 2-я библиотека села Залениеки переехала в посёлок Узини.

## История

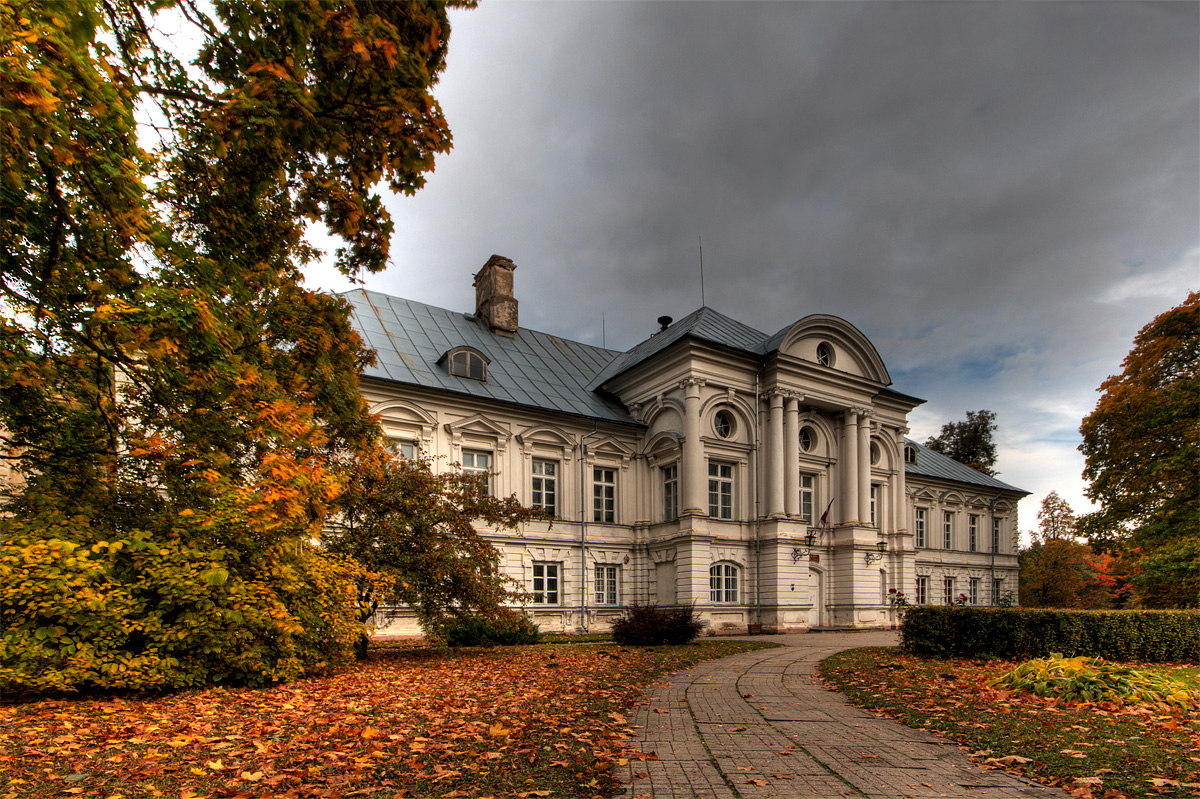
Усадьба Залениеки

Село располагается на территории бывшего поместья герцогов Курляндии Залениеки (Грюнхоф).
В советское время населённый пункт был центром Залениекского сельсовета Елгавского района. В селе располагался Залениекский совхоз-техникум.